# Nycteola russiana
Nycteola russiana är en fjärilsart som beskrevs av Philogène Auguste Joseph Duponchel 1844. Nycteola russiana ingår i släktet Nycteola och familjen trågspinnare. Inga underarter finns listade i Catalogue of Life.